# Rudy Diaz
Rudy Diaz (* 16. Oktober 1918 in Arizona als Adolph Diaz; † 5. Dezember 2006 in Los Angeles, Kalifornien) war ein US-amerikanischer Schauspieler.

## Leben
Diaz heiratete 1949 die Schauspielerin Dorothy Abbott und arbeitete in den 1950er Jahren als Kriminalbeamter beim Los Angeles Police Department. Abbott erhielt 1953 eine wiederkehrende Gastrolle in der Kriminalserie Dragnet, in der Folge wurden zwei seiner Fälle als Polizist in der Serie verarbeitet. Nachdem die Ehe zwischen Diaz und Abbott in die Brüche gegangen war, verübte diese 1968 Selbstmord. Diaz hatte bereits im Vorjahr seinen Beruf aufgegeben und strebte eine Schauspielkarriere an. Sein Filmdebüt hatte er 1968 neben James Stewart, Dean Martin und Raquel Welch im Western Bandolero. In der Folge spielte er neben Clint Eastwood in Coogans großer Bluff, an der Seite von Omar Sharif in Che! und Mackenna’s Gold sowie neben John Wayne und Rock Hudson in Die Unbesiegten. Seine kurze Spielfilmkarriere neigte sich bereits wenige Jahre später wieder ihrem Ende zu, zuletzt war er in Don Siegels Der große Coup zu sehen. Daneben trat er auch in Fernsehproduktionen auf, unter anderem in Gastrollen in Fernsehserien wie Bonanza, Detektiv Rockford – Anruf genügt und Hawaii Fünf-Null. Mit Beginn der 1980er Jahre wurden seine Engagements weniger. Seinen letzten Auftritt hatte er 1993 im Drama Painted Desert.
Diaz war in zweiter Ehe verheiratet, er hatte keine Kinder.

## Filmografie (Auswahl)

### Film
- 1968: Bandolero (Bandolero!)
- 1968: Coogans großer Bluff (Coogan's Bluff)
- 1969: Che!
- 1969: Die Unbesiegten (The Undefeated)
- 1969: Mackenna’s Gold
- 1970: Der Indianer (Flap)
- 1973: Ein Fall für Cleopatra Jones (Cleopatra Jones)
- 1973: Der große Coup (Charley Varrick)

### Fernsehen
- 1968: Bonanza
- 1974: Detektiv Rockford – Anruf genügt (The Rockford Files)
- 1974: Hawaii Fünf-Null (Hawaii Five-O)
- 1975: Baretta
- 1975: Make-up und Pistolen (Police Woman)
- 1976: Die Zwei mit dem Dreh (Switch)
- 1983: Hart aber herzlich (Hart to Hart)